# Большой Хорасан
Великий Хорасан или Большой Хорасан (перс. خراسان بزرگ или خراسان کهن‎), также известный как Хавар-замин — историческая область, упоминавшаяся в письменных источниках со времён империи Сасанидов. В исламский период Большой Хорасан включал в себя значительно бо́льшие территории, чем существующие в настоящее время три провинции Хорасан в Иране. Регион объединял части Афганистана, Ирана, Туркменистана, Кыргызстана, Узбекистана и Таджикистана.
Включал в свой состав такие крупные города, как Балх, Герат и Газни (в настоящее время находятся в Афганистане), Нишапур, Тус (в Иране), Мерв (в Туркменистане), Самарканд и Бухара (в Узбекистане). Однако в дальнейшем название «Великий Хорасан» было использовано для описания более масштабной части Южной Азии, которая простирается от вод Каспийского моря на западе, включает Трансоксиану и Согдиану на севере, достигает королевства Сакастан на юге и гор Гиндукуш на востоке. Арабские географы даже упоминали о расширении границ этой страны вплоть до долины Инда, которая в настоящее время находится в Пакистане. Источники XIV—XVI вв. заявляют о том, что Кандагар, Газни и Кабулистан в Афганистане составляли восточную часть Хорасана, территориально накладываясь на Индостан.
В исламский период Иранский Ирак и Хорасан были двумя важными территориями. Границей между ними был регион вокруг городов Горган и Дамган. Регионы были обособлены в периоды правления Газневидов, Сельджуков и Тимуридов — на Ирак и Хорасан. Приставка Великий или Большой была добавлена для обособления, в свою очередь, этого региона от провинции Хорасан в Иране, на которую приходилось лишь примерно половина западной части исторического Хорасана. Также используется для разграничения понятий, так как средневековый Хорасан включал в себя больше территорий, которые были широко известны, например: Бактрия (Тохаристан), Хорезм, Согдиана, Фараруд (более известные как Трансоксания или Мавераннахр), а также Систан (Арахозия).

## Название

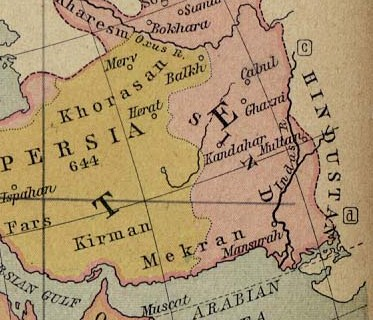
Названия территорий в период Халифата в 750 году. Хорасан был частью Персии (отмечено жёлтым)

Топоним «Хорасан» (перс. خراسان‎) через классический перс. xurāsān‎ и пехл. xvarāsān — ‘восход солнца; восток’ — восходит к древнеиранскому «*xvar-āsāna-» ‘восток’ ← ‘солнце приходящее’, которое сложено из «*xvar-» ‘Солнце’ и «āsān-» прич. наст. вр. от инхоативной основы гл. ‘приходить’. В целом Хорасан означает «сторона, где встаёт Солнце». Персидское слово Khāvar-zamīn (перс. خاور زمین‎), означающее «восточная земля» также использовалось как эквивалентный термин.
Хорасан как географический термин был известен с древнейших времен. Как название провинции оно появилось в середине VI в. в результате административно-территориальной реформы сасанидского шахиншаха Хосрова I Ануширвана. Иран, до того административно состоящий из отдельных родовых наделов знати и вассальных образований, был им заново «перекроен». Все родовые уделы, с наследственными владетелями, были объединены в четыре большие провинции — кусты (пехл. kwst [kust] — «сторона», «бок»), во главе которых были поставлены шахские наместники — марзбаны, назначаемые лично шахом. Восточная провинция Ирана была названа пехл. kwst-i xvarāsān — ‘Восточная сторона’.

## Географические границы и терминология

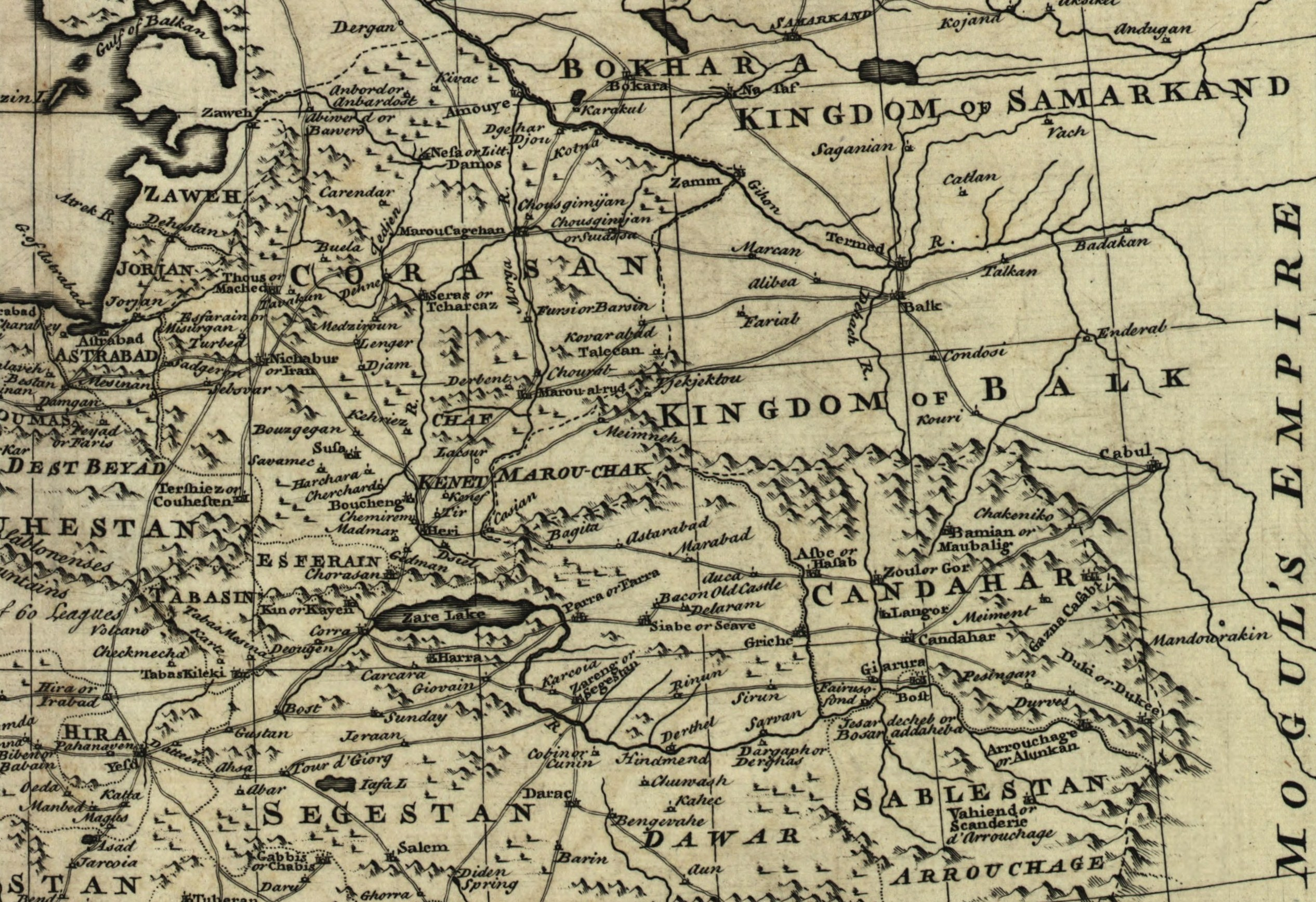
Подробная карта Персии, выполненная Эмануэлем Боуэном, представляет собой названия территорий во время персидской династии Сефевидов и Империи Великих Моголов в Индии (1500—1747 гг. н. э)

Впервые целостная политическая общность, включающая регион, возникает в III в. н. э. при Сасанидах, границы региона существенно варьировались в период 1600-х гг. Первоначально провинция Хорасан как часть государства Сасанидов включала города: Нишапур, Герат, Мерв, Фарьяб, Талукан, Балх, Бухара, Бадгис, Абивард, Гарджистан, Тус (или Сусия), Серахс и Горган.
Наивысшего расцвета достиг при Халифате, в этот период термин «Хорасан» обозначал одну из трёх основных политических зон, двумя другими выступали Арабский Ирак (Eraq-e Arab) и Неарабский или Иранский Ирак (Eraq-e Ajam).
В период правления Омейядов и Аббасидов Хорасан был разделен на четыре части, каждая из которых тяготела к крупному городу. Такими городами стали Нишапур, Мерв, Герат и Балх.
В Средние века термин употреблялся не так, как ранее: в Иране «Хорасан» означал все иранские территории, расположенные на востоке и севере от Деште-Кевир. Соответственно, с изменениями границ империи изменялся и сам термин. Как отмечал афганский исследователь Гулам Мохамад Гобар (Ghulam Mohammad Ghobar), территория современного Афганистана в большой степени может быть соотнесена с «Хорасаном», так как два из четырёх крупнейших городов Хорасана находятся на его территории. Исследователь в своей работе («Хорасан», 1937) разводит понятия Правильный и Неправильный Хорасан. В его трактовке, Правильный Хорасан включает регион, лежащий между Балхом на востоке, Мервом на севере, Систаном на юге, Нишапуром на западе и Гератом в центре, который был известен как Жемчужина Хорасана. Границы Неправильного Хорасана распространяются на Кабулистан и Хазаристан на востоке, Систан и Забулистан на юге, Трансоксиану и Хорезм на севере, Дамган и Горган на западе. В «Записках Бабура» отмечается:
Люди Индостана зовут любую страну за его пределами «Хорасан», на тот же манер арабы используют для всего, кроме Аравии, обозначение «Аджам». На пути из Индустана в Хорасан два огромных рынка: один — в Кабуле, другой — в Кандагаре. Караваны из Ферганы, Туркестана, Самарканда, Балха, Бухары, Хиссара и Бадахшана делают непременную остановку в Кабуле. В это же время караваны из Хорасана шли в Кандагар. Эта страна лежит между Индостаном и Хорасаном.

## История

### Эпоха неолита
Ретроспективный анализ истории Большого Хорасана ведёт в достаточно раннее время. Это эпоха неолита. После неолитической революции на Ближнем Востоке наблюдается распространение древнеземледельческой культуры на восточные территории вплоть до южных регионов Средней Азии, юга Ирана, Афганистана и севера Пакистана. В целом актуальность до письменных археологических данных заключается в том, что до конца эпохи энеолита территория Большого Хорасана делилась на два не связанных между собой земледельческих историко-культурных региона: культуру Анау на севере (территория Туркменистана, Узбекистана, Таджикистана и север. Афганистана) и культуру Иранского приграничья (юго-восточный Иран, южный Афганистан и север. Пакистан) на юге. Однако ситуация изменилась в конце эпохи энеолита (конец IV — нач. III тыс. до н. э.), когда два крупных земледельческих региона по обе стороны горного хребта Гиндукуш наладили постоянную связь между собой. 
Далее наблюдалось постоянное возрастание историко-культурных отношений, результатом которого стало образование относительно монотонной историко-культурной области — Бактриа-Маргианского археологического комплекса (БМАК). БМАК был результатом историко-культурного генезиса, происходившего на протяжении всего V—II тыс. до н. э. на территории будущего Большого Хорасана. Именно в эту эпоху следует видеть органическое сложение историко-культурной области, которая в последующем не менялась кардинально вплоть до монгольского нашествия в XIII веке.

### Античная эпоха
Включение Большого Хорасана в состав Ахеменидской державы также было номинальным. Все существующие в прошлом ранние государственные образования — Бактрия, Согдиана, Маргиана сохраняли свою автономию. Об этом свидетельствуют записи Дария на Бехистунской надписи.
Позже Александр Македонский, подчиняя себе эти государства, был вынужден пойти на уступки местной аристократии и соответственно согласиться с автономией местных областей.
В период Греко-Бактрийского царства, Кушанской империи мы наблюдаем всего лишь синтез культур, но при этом основная масса населения сохраняет прежние историко-культурные базисы. Об этом свидетельствует возрождение зороастризма в эпоху Сасанидов. Именно в это время (VI в.) впервые Хорасан был выделен как отдельная административная область на востоке Сасанидской империи.
Академик Бабаджан Гафуров, упоминая об административных делениях до арабского завоевания, причисляет следующие области: Согд, Бактрия, Хорезм, Фергана и Хорасан.

### Средние века
Что касается периода арабских завоеваний, то этот процесс не изменял облик основной части населения Большого Хорасана. Так, мы знаем, что арабы переселили всего лишь 50 тыс. семей в целях принуждения местного населения к исламу. По сравнению с десятками крупных, густонаселённых городов такое количество не могло служить поводом этнического изменения населения страны.
Включение территорий Бактрии, Согда, Хорезма и Сасанидского Хорасана в состав Халифата стало завершающим этапом многотысячелетнего (V тыс. до н. э. — конец I тыс. н. э.) формирования Большого Хорасана. Убедительные и строгие для соблюдения каноны ислама вынуждали вначале население следовать единым религиозным установлениям. Позже это дало толчок к окончательному формированию монотонной этнической группы (таджиков) и историко-культурной территории, которая в последующем стала называться Хорасаном — как совокупность современных территорий Таджикистана, Узбекистана, Туркменистана и Афганистана.
В этом аспекте внимание привлекает к себе точка зрения, согласно которой в эпоху, предшествующую включению в состав халифата Средней Азии, здесь установился так называемый «протекторат» династии Тан. Это мнение исходит якобы из того, что согдийцы, активно вовлеченные в торговые отношения с китайцами вдоль Великого шёлкового пути, были настолько зависимыми от них, что «после того как китайцы не отправили им военную поддержку, то перестали вести борьбу с завоевателями…». Борьба местного населения против арабских завоевателей продолжалась достаточно долго. Одновременно шел процесс окончательной консолидации отдельных, но родственных ираноязычных народностей. При этом ноги ни одного китайского солдата как в течение этого этапа, так и в последующем не ступало на земли Среднеазиатских стран. Им было дано сокрушительное поражение в 751 году в ожесточённой битве на берегу реки Талас вблизи нынешнего города Джамбуль объединёнными войсками из Большого Хорасана и карлуками.
Более того, сложившееся к этому времени единое этническое образование Большого Хорасана под предводительством местного лидера Абу Муслима ликвидировало враждебных к себе Омейядов и способствовало приходу к власти Аббасидов. В результате произошли устранение китайской угрозы и смена правящей династии в Халифате, которая была лояльна к Большому Хорасану. Таким образом, твердый этнокультурный плацдарм Большого Хорасана стал центром преобразований в двух тогдашних мировых империях: Аббасидском халифате и Танской империи. Оба эти центра, поглощая на своем пути культуры и народы, продвигались в сторону Средней Азии. А с севера на земли Трансоксании шли кочевые племена Тюркского каганата. Здесь они натолкнулись на молодую цивилизацию, которая к этому времени не успела полноценно сформироваться, но смогла отстаивать свою независимость. Вековая борьба родственных ираноязычных народов Большого Хорасана против завоевателей не только закончилась формированием единого этнического образования — таджиков, но и сформировала вокруг неё пояс безопасности, который служил мощным толчком в развитии среднеазиатской цивилизации.
Это время Саманидов — апогея в истории Большого Хорасана. Именно в эту эпоху мы наблюдаем формирование единого языка; политических норм — на примере системы государственного управления; своеобразной среднеазиатской архитектуры; религиозных норм — на примере формирования крупнейшего течения ислама — ханафитский мазхаб; философско-идеологических норм и других социально-культурных прерогатив, которые стали доминирующими вплоть до наших дней. Об этом свидетельствует актуальный взгляд на произведение литераторов-классиков Абу Абдулла Рудаки, Абу-ль-Касим Фирдавси, Омар Хайям, Абдурахман Джами, Алишер Навои и многие другие среди современного населения Узбекистана, Таджикистана и Афганистана.
Последующие 10 веков мы наблюдаем всего лишь прилив новых народностей на примере тюркских племен, орды монголов и узбеков, которые, переняв местные социально-культурные устои, обогатили её в плане демографическо-этнического трансформирования. Об этом свидетельствует 7 веков существования городов Самарканда и Бухары как административно-политических центров Большого Хорасана и сохранение таджикского языка в качестве официального государственного в  Чагатайском улусе, Тимуридской империи, Бухарском ханстве и Бухарском эмирате.

## Культура

### Язык
В составе Большого Ирана, Хорасан имел важное культурное значение. Новый литературный язык — дари, появился и развивался именно на территории Хорасана и Трансоксианы, в основном вытеснил парфянский язык. Нынешний дари почти полностью схож с фарси, а в некоторых аспектах даже архаичнее хоть и имеет много заимствований из пушту.

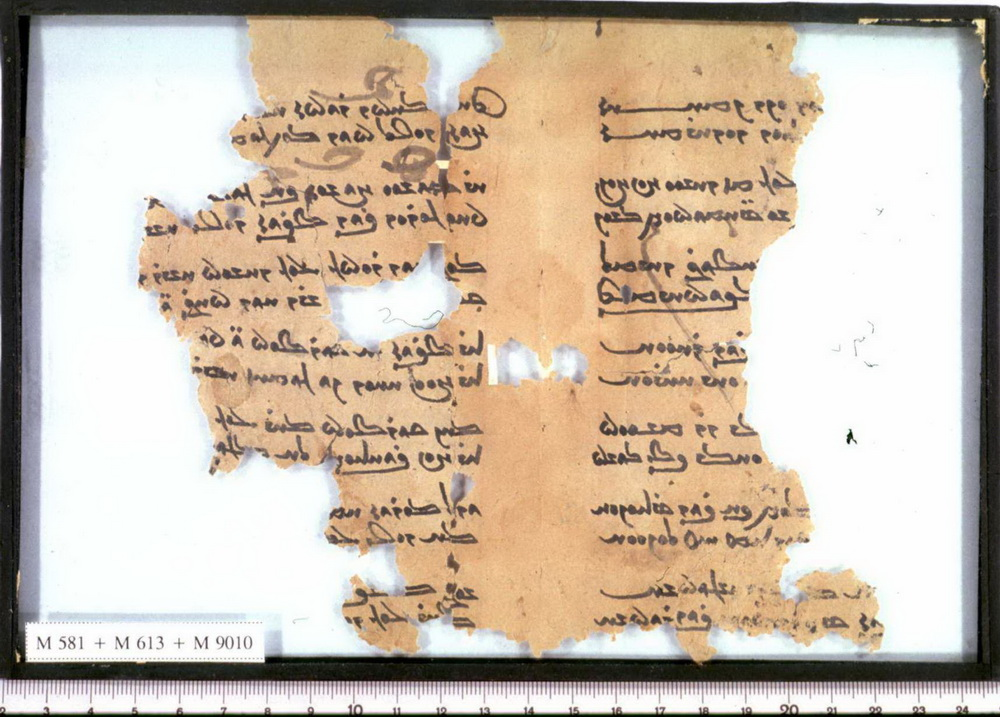
Древнейшая рукопись на новоперсидском языке (фарси, дари)

### Литература

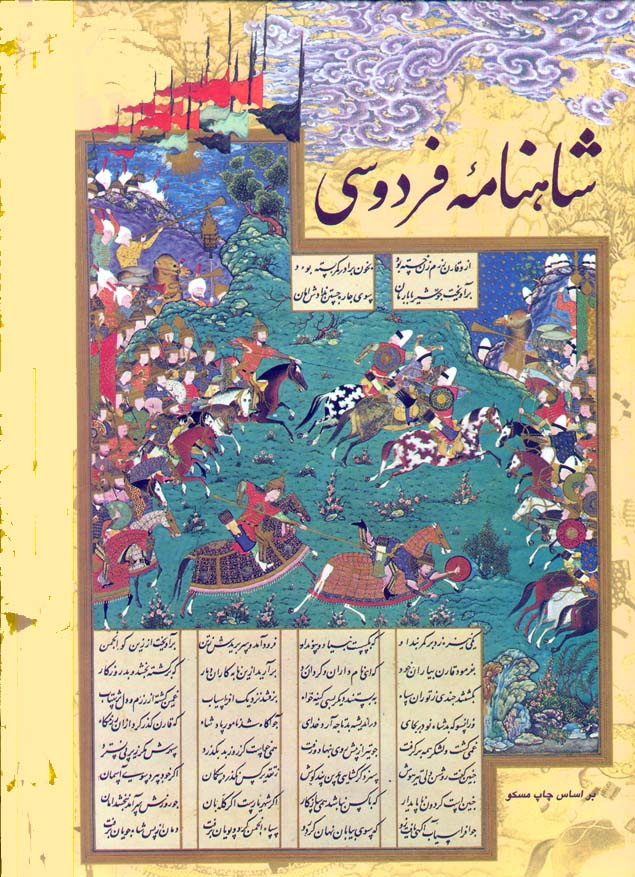
«Шахнаме» — эпос, написанный Фирдоуси в Хорасане

### Архитектура
Падение Сасанидской империи под ударами арабских войск привело к созданию новой, религиозной архитектуры в Большом Иране, главными типами сооружений стали дворец и мечеть. На это повлияли каллиграфия, искусство резьбы и мозаики.

Первым архитектурным стилем, главенствовавшим в Большом Иране после арабского завоевания, стал «хорасанский стиль», представителями которого являются мечеть в Нане (IX век) и пятничная мечеть Исфахана (VII век, в последующем мечеть перестраивалась), последние здания в этом стиле датируются X веком. Также к нему относится Тарихане, древнейшая сохранившаяся мечеть Ирана, которая была перестроена из зороастрийского храма в VIII веке.

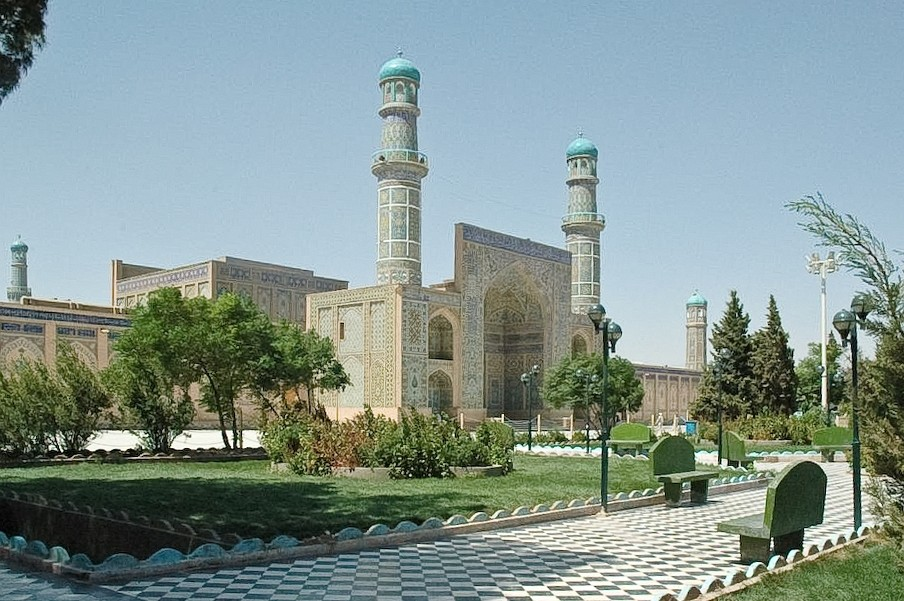
Джума-мечеть городе Герат, который ранее был известен как Жемчужина Хорасана

## Известные личности
Именно жители Хорасана во главе с Абу Муслимом начали восстание против Омейядов, которое привело к власти Аббасидов, а позже другой выходец из Хорасана — Муканна, начнет очередное народное восстание против арабов, но оно провалится и регион вновь станет частью халифата, но владеть ей фактически будут иранские династии: Тахириды, Саманиды и Саффариды.
Первые мусульманские министры халифата неарабского происхождения — Бармакиды, являлись выходцами из Хорасана, как и известнейший сельджукский визирь Низам аль-Мульк.
Здесь располагались ранние иранские династии: вышеуказанные Бармакиды, Тахириды, Саффариды, Саманиды и Гуриды. Часть ранних персидских поэтов была родом из Хорасана (Рудаки, Шахид Балхи, Абу-ль-Аббас Марвази, Абу Хафс Сугди). Также здесь родился Фирдоуси, автор эпической поэмы «Шахнаме», национального эпоса Большого Ирана.
До опустошительных походов монголов в XIII в. Хорасан оставался культурной столицей исламского мира. Он произвел на свет таких выдающихся деятелей, как Ибн Сина, Аль-Фараби, Аль-Бируни, Омар Хайям, Аль-Хорезми, Абу Машар, Ал-Фаргани, Абу-л-Вафа, Насир Ад-Дин Ат-Туси, Шараф ад-Дин Ат-Туси и других широко известных авторов, которые привнесли весомый вклад в развитие таких наук, как математика, астрономия, медицина, физика, география и геология.
Исламская теология, юриспруденция и философия так же, как и собрания Хадисов, написанных выдающимися исламскими исследователями, происходят из Хорасана, (Ахмад ибн Ханбаль, Абу Ханифа, Мухаммад аль-Бухари, Муслим ибн аль-Хаджжадж, Абу Дауд, Абу Иса ат-Тирмизи, Абу Хамид аль-Газали, Абд-уль-Малик аль-Джувейни, Абу Мансур аль-Матуриди, Фахр ад-Дин ар-Рази и многие другие). В Хорасане также проживали Шейх ат-Туси и Махмуд аз-Замахшари.

## Демография
Хорасан населяли потомки древних индоиранцев, которые мигрировали сюда из более северных областей, представляющих Бактрийско-Маргианский археологический комплекс примерно в 2000 г. до н. э. Культура региона представляла собой типичную культуру бронзового века, располагавшуюся в верхнем течении Амударьи, и может быть отнесена к Хорасану. Территория Airyanem Vaejah (Земля Арианов), которая упоминается в зороастрийской Авесте, также относится некоторыми исследователями к территории Хорасана.
Арийцы были первой этнической группой, которая населяла регион, однако они начали смешиваться с возрастающим количеством других народов, и постепенно их доля в общем населении Хорасана уменьшалась. Главными мигрантами в регион были арабы, которые проникали с запада, начиная с VII в., а также тюрки — после тюркской миграции с севера во времена Средневековья.
Территории, которые могут быть отнесены к Хорасану, в настоящее время представлены различными народами. Большинство представлено арийцами (в том числе таджиками, частично лурами), остальное население — это пуштуны, узбеки, туркмены, хазарейцы, чараймаки, белуджи, курды, арабы и т. д.